# Pierre d'Ailly
Pierre d'Ailly, Petrus Aliacensis, Petrus de Alliaco, född 1350 i Compiègne, död 9 augusti 1420 i Avignon, var en fransk teolog, filosof och kardinal.
Genom sin Imago mundi, där han pläderar för möjligheten att nå Indien från västligt håll, blev han den som fick Christofer Columbus att företa sin epokgörande resa. Vidare var det på d'Aillys beräkningar och reformförslag, som Gregorius XIII grundade sin kalender.

## Biografi
Pierre d'Ailly studerade vid universitetet i Paris, där han bidrog till att stärka nominalismen. År 1380 avlade han doktorsexamen i teologi, och var därefter mycket produktiv som författare. Han förfäktade idén att präster fått sin jurisdiktion från Kristus och inte från påven samt bestred ofelbarhetsdogmen. När en dominikanermunk förnekade jungfrufödseln, gjorde Pierre d'Ailly en hemställan till Clemens VII att detta skulle fördömas.
År 1389 blev han kansler av universitetet och kungens biktfader, varför han 1394 kunde introducera den nyinstallerade motpåven Benediktus XIII för det franska hovet. året därpå, 1395, utsåg motpåven honom till biskop av Le Puy och två år senare i Cambrai. Motpåve Johannes XXIII utsåg honom 1411 till kardinalpräst med San Crisogono i Trastevere som titelkyrka, varför han året därpå fick sin tjänst förlagd i Rom. Mer korrekt kallas han därför pseudokardinal, eftersom han inte utsågs till detta av den rättmätige påven. Han utsågs slutligen till legat i Avignon, där han sedan avled.

## d'Aillys verk
Sin berömmelse som kyrkoman har d'Ailly fått genom sin betydelse vid den stora schismen, och den framträdande roll han spelade vid de många koncilierna under sitt verksamma liv: konciliet i Aix (1409), konciliet i Pisa (1409), konciliet i Rom (1412–1413), samt konciliet i Konstanz (1414–1418). Det var d'Ailly som lät kalla till det sistnämnda konciliet. Han var en förespråkare för konciliarism, det vill säga att konciliet var överställt påvens auktoritet, varmed komplikationerna med att det fanns tre påvar kunde lösas, genom att kardinalerna utsåg Martin V till ny påve och förmådde de tre övriga rivalerna att abdikera. Det var nära att d'Ailly själv valdes till påve i Konstanz, men de italienska, tyska och engelska närvarande gick inte med på detta. Som lärare hade han flera lärjungar, till exempel Johannes Gerson och Nikolaus av Clemanges.
d'Aillys teologiska idéer har förkastats, men under hans samtid var han i den egenskapen som mest inflytelserik. Påverkad av Wilhelm av Ockham och företrädare för nominalismen, menade d'Ailly att Guds existens inte kan bevisas med sinnena, samt att moralen kommer av lagen, varmed han bröt med doktrinen om naturrätten. Hans idéer anammades dock i viss mån av lutheraner.
Det är främst Christofer Columbus som bevarat d'Aillys namn till eftervärlden, genom att han studerade Imago mundi, en bok i astronomi och geografi, innan han begav sig till Amerika. Columbus exemplar, som finns bevarat i Sevilla, innehåller även kommentarer i marginalen.

## Utmärkelser
Nedslagskratern Aliacensis på månen är uppkallad efter honom.